# Рой (фильм, 1990)
«Рой» — советский художественный фильм по роману Сергея Алексеева.

## Сюжет
Сибирский род Заварзиных живёт пчелиным промыслом. Однажды пчёл поразил клещ, а на семью Заварзиных посыпались несчастья: старший сын спивается, средний собирается эмигрировать, младшего убивают вместе с беременной женой.

## В ролях
- Владимир Ильин — дурачок Артюша, приёмный сын Заварзина
- Чеслав Сушкевич — дед Алёшка Заварзин
- Иван Агафонов — Василий Алексеевич Заварзин
- Виктор Смирнов — Иона Заварзин
- Борис Галкин — Виктор Заварзин
- Сергей Паршин — Тимофей Заварзин
- Наталья Чуркина — Валентина Заварзина, жена Тимофея
- Валерий Прохоров — Гриша Сиротин по прозвищу Барма
- Валентина Мороз — Таисия, жена Гриши
- Геннадий Гарбук — Иван Малышев
- Анатолий Узденский — капитан милиции Мелентьев
- Олег Белов
- Сергей Фетисов — Сажин
- Александр Ческидов
- Владимир Пискунов — врач-психиатр

## Съёмочная группа
- Сценаристы: Владимир Хотиненко, Виолетта Седова, Валерий Залотуха
- Режиссёр: Владимир Хотиненко
- Оператор: Евгений Гребнев
- Художники: Валерий Лукинов, Юрий Устинов
- Композитор: Борис Петров